# FC Vysočina Jihlava
FC Vysočina Jihlava is een Tsjechische profvoetbalclub uit Jihlava, die uitkomt in de Fortuna národní liga. De club werd in 1948 opgericht. Het stadion waar de thuiswedstrijden worden afgewerkt is het Stadion v Jiráskově ulici.

## Geschiedenis
Lange tijd speelde de club uit Jihlava in de lagere regionen van het voetbal. In het jaar 2000 werd voor het eerst in de clubgeschiedenis de 2. liga bereikt. Waarna het 5 jaar duurde voordat Vysočina door wist te klimmen naar het hoogste niveau. Na één seizoen degradeerde de club alweer en duurde het tot het seizoen 2010/11 voordat opnieuw promotie werd afgedwongen. Ditmaal lukte het Vysočina voor langere tijd stand te houden, met een 8e plaats in het seizoen 2013/14 als beste resultaat, totdat de club in 2017/18 opnieuw afdaalde naar wat nu de Fortuna národní liga heet.

## Naamswijzigingen
- 1948 – Sportovní kroužek PAL Jihlava
- 1956 – TJ Spartak Jihlava (Tělovýchovná jednota Spartak Jihlava)
- 1994 – FC Spartak PSJ Jihlava (Football Club Spartak PSJ Jihlava)
- 1995 – fusie met SK Jihlava => FC Spartak PSJ Motorpal Jihlava (Football Club Spartak PSJ Motorpal Jihlava)
- 1997 – FC PSJ Jihlava (Football Club PSJ Jihlava)
- 2000 – FC Vysočina Jihlava (Football Club Vysočina Jihlava)

## Eindklasseringen vanaf 1994 (grafiek)
| 7 |

| 7 |

| 13 |

| 12 |

| 11 |

| 3 |

| 2 |

| 6 |

| 7 |

| 2 |

| 5 |

| 2 |

| 15 |

| 5 |

| 7 |

| 3 |

| 4 |

| 3 |

| 2 |

| 10 |

| 8 |

| 10 |

| 11 |

| 14 |

| 15 |

| 2 |

| 6 |

| 7 |

| 7 |

| 14 |

| 14 |

| Fortuna liga | Fotbalová národní liga | ČFL / MSFL |

## Bekende (ex-)spelers
- Jaromír Blažek
- David Lafata
- Theodor Gebre Selassie
- Matěj Vydra